# Comuna Zaiciîkî, Volociîsk
Zaiciîkî (în ucraineană Зайчики) este o comună în raionul Volociîsk, regiunea Hmelnîțkîi, Ucraina, formată din satele Postolivka și Zaiciîkî (reședința).

## Demografie
Componența lingvistică a comunei Zaiciîkî
     Ucraineană (98,96%)
     Alte limbi (0,62%)
Conform recensământului din 2001, majoritatea populației comunei Zaiciîkî era vorbitoare de ucraineană (98,96%), existând în minoritate și vorbitori de alte limbi.